# Puchar CEV w piłce siatkowej mężczyzn (1982/1983)
Puchar CEV siatkarzy 1982/1983 - 3. sezon Pucharu CEV rozgrywanego od 1980 roku, organizowanego przez Europejską Konfederację Piłki Siatkowej (CEV) w ramach europejskich pucharów dla męskich klubowych zespołów siatkarskich "starego kontynentu".

## Drużyny uczestniczące
- H. Genk
- Veracruz Huelva
- Panini Modena
- Olimpiakos Pireus
- CBV Paderborn
- Turavia Madryt
- Ubbink Orion Doetinchem
- Edilcuoghi Rawenna
- AS Grenoble
- Chênois Genewa
- Hisarbank Stambuł
- HVB Zonhoven
- Arago de Sète
- Galina Schaan
- Volero Zurych
- Tacspor Stambuł

## Rozgrywki

### 1/8 finału
| Data  | Drużyna 1               | Wynik | Drużyna 2               | Sety |
| ----- | ----------------------- | ----- | ----------------------- | ---- |
| 07.12 | Panini Modena           | 3:0   | H. Genk                 |      |
| 14.12 | H. Genk                 | 0:3   | Panini Modena           |      |
|       |                         |       |                         |      |
| 07.12 | CBV Paderborn           |       | Turavia Madryt          |      |
| 14.12 | Turavia Madryt          |       | CBV Paderborn           |      |
|       |                         |       |                         |      |
| 07.12 | Olimpiakos Pireus       | 2:3   | Ubbink Orion Doetinchem |      |
| 14.12 | Ubbink Orion Doetinchem | 3:2   | Olimpiakos Pireus       |      |
|       |                         |       |                         |      |
| 07.12 | Edilcuoghi Rawenna      |       |                         |      |
| 14.12 |                         |       | Edilcuoghi Rawenna      |      |
|       |                         |       |                         |      |
| 7.12  | AS Grenoble             | 3:0   | Chênois Genewa          |      |
| 14.12 | Chênois Genewa          |       | AS Grenoble             |      |
|       |                         |       |                         |      |
| 7.12  | Hisarbank Stambuł       | 2:3   | HVB Zonhoven            |      |
| 14.12 | HVB Zonhoven            |       | Hisarbank Stambuł       |      |
|       |                         |       |                         |      |
| 07.12 | Arago de Sète           | 3:0   | Galina Schaan           |      |
| 14.12 | Galina Schaan           | 0:3   | Arago de Sète           |      |
|       |                         |       |                         |      |
| 07.12 | Volero Zurych           | 0:3   | Tacspor Stambuł         |      |
| 14.12 | Tacspor Stambuł         | 3:0   | Volero Zurych           |      |

### Ćwierćfinał
| Data  | Drużyna 1               | Wynik | Drużyna 2               | Sety |
| ----- | ----------------------- | ----- | ----------------------- | ---- |
| 12.01 | Panini Modena           | 3:1   | CBV Paderborn           |      |
| 19.01 | CBV Paderborn           | 2:3   | Panini Modena           |      |
|       |                         |       |                         |      |
| 12.01 | Ubbink Orion Doetinchem | 3:0   | Edilcuoghi Rawenna      |      |
| 19.01 | Edilcuoghi Rawenna      | 3:0   | Ubbink Orion Doetinchem |      |
|       |                         |       |                         |      |
| 12.01 | HVB Zonhoven            | 3:0   | AS Grenoble             |      |
| 19.01 | AS Grenoble             | 3:0   | HVB Zonhoven            |      |
|       |                         |       |                         |      |
| 12.01 | Tacspor Stambuł         | 3:1   | Arago de Sète           |      |
| 19.01 | Arago de Sète           | 3:0   | Tacspor Stambuł         |      |

### Turniej finałowy
Wyniki
| Data  | Drużyna 1               | Wynik | Drużyna 2               | Sety                           |
| ----- | ----------------------- | ----- | ----------------------- | ------------------------------ |
| 18.02 | Panini Modena           | 3:0   | AS Grenoble             | 15:6, 15:13, 15:7              |
| 18.02 | Ubbink Orion Doetinchem | 3:0   | Arago de Sète           | 15:10, 15:9, 15:7              |
|       |                         |       |                         |                                |
| 19.02 | Panini Modena           | 3:1   | Arago de Sète           | 9:15, 15:13, 15:2, 15:2        |
| 19.02 | Ubbink Orion Doetinchem | 3:2   | AS Grenoble             | 15:8, 6:15, 15:13, 10:15, 15:7 |
|       |                         |       |                         |                                |
| 20.02 | AS Grenoble             | 3:0   | Arago de Sète           | 15:7, 15:8, 15:11              |
| 20.02 | Panini Modena           | 3:1   | Ubbink Orion Doetinchem | 15:13, 15:13, 13:15, 15:5      |

Tabela
| Lp. | Drużyna                 | Pkt | Mecze | Mecze | Mecze | Sety | Sety | Sety  |
| Lp. | Drużyna                 | Pkt | M     | W     | P     | wyg. | prz. | ratio |
| --- | ----------------------- | --- | ----- | ----- | ----- | ---- | ---- | ----- |
| 1   | Panini Modena           | 6   | 3     | 3     | 0     | 9    | 2    | 4.500 |
| 2   | Ubbink Orion Doetinchem | 5   | 3     | 2     | 1     | 6    | 5    | 1.200 |
| 3   | AS Grenoble             | 4   | 3     | 1     | 2     | 6    | 6    | 1.000 |
| 4   | Arago de Sète           | 3   | 3     | 0     | 3     | 1    | 9    | 0.111 |

## Klasyfikacja końcowa
| Miejsce | Drużyna                 |
| ------- | ----------------------- |
| złoto   | Panini Modena           |
| srebro  | Ubbink Orion Doetinchem |
| brąz    | AS Grenoble             |
| 4.      | Arago de Sète           |